# Vladimír Sychra
Vladimír Sychra (28. ledna 1903 Praha – 20. února 1963 Praha) byl český malíř, ilustrátor, grafik a pedagog, jenž tvořil především během první poloviny 20. století.

## Biografie
Narodil se do umělecké rodiny. Jeho otec, sám akademický malíř, vyučoval kreslení na karlínské reálce. Vladimír Sychra vystudoval pod odborným vedením profesora Emanuela Dítěte pražskou Uměleckoprůmyslovou školu (UMPRUM) a dále též pražskou Akademii výtvarných umění (AVU), kde jej připravoval Max Švabinský.
Patřil mezi zakladatele Spolku výtvarných umělců Mánes (SVU Mánes) a od roku 1929 spolu s ním vystavoval svoji tvorbu. Během druhé světové války Sychra vyučoval ve Škole Mánesa. Mezi roky 1947 a 1963 pak pedagogicky působil na Speciální malířské škole AVU v Praze.  Během života také uskutečnil zahraniční cesty, a sice do Nizozemska, Francie, Itálie a Spojeného království.

## Dílo
Ve své tvorbě se zaměřil na krajinomalbu, zátiší a portréty. Jeho díla se vyjadřovala, pro něho typickou, prostorovou hloubkou. Během dvacátých let 20. století převažuje v jeho tvorbě tematika periférie a sociálních vyděděnců. Následující dekáda se nesla ve znamení tvorby portrétů, ženských polofigur či figurálních kompozic, ale také motivy únosů a dějinných zápasů. Roku 1937 zpracoval na přání Emila Františka Buriana oponu pro jeho divadlo ke komornímu večeru Josefa Hory. Ve čtyřicátých letech 20. století zobrazovaly jeho malby portréty, zátiší, ale zachycovaly také například věštkyně nebo cikánky.
Po druhé světové válce tvořil monumentální kompozice a realizace. Roku 1951 například navrhoval úpravu interiérů Karolina v Praze, kde se podílel na tapiseriích, kovaných mřížích, úpravě a výzdobě kruchty s varhanami, a dále spolu s Janem Laudou na bronzových figurálních dveřích či středověkých nástropních znacích. V letech 1953 až 1955 tvořil výzdobu Národního památníku na Vítkově, pro nějž připravil mozaiky, podlahy, stropy i gobelín Jízda králů a spolu s Karlem Pokorným se podílel na návrzích sochařské výzdoby.
Během padesátých let 20. století tvořil intimní obrazy, v nichž se objevují stejné motivy jako v jeho předválečné tvorbě, a dále k plastickým aktům, ve kterých výrazně pracoval se stříbřitou barvou.
Další oblastí Sychrovy tvorby byla ilustrace knih. Nejznámější jsou jeho kresby k novele Guy de Maupassanta nazvané Miláček.
Sychrovo dílo je možné nalézt ve sbírkách Národní galerie v Praze, Galerie výtvarného umění v Ostravě, Muzea umění v Olomouci, Moravské galerie v Brně, Krajské galerie výtvarného umění ve Zlíně, Galerie moderního umění v Roudnici nad Labem, Oblastní galerie Liberec či Alšovy jihočeská galerie v Hluboké nad Vltavou.

## Politický postoj a ocenění
Na počátku roku 1948 podepsal  prokomunistickou výzvu Kupředu, zpátky ni krok!, jež byla poprvé vydána dne 25. února 1948 pro podporu komunistického převratu; připojil se rovněž k umělcům angažujících se ve směru socialistického realismu. V roce 1949 vytvořil návrh mozaiky (tempera na kartonu) pro kamenný památník ve zničené obci Ležáky. Mozaika v Ležákách byla realizována dle jeho návrhu až v roce 1990. Jako vítěz soutěže, vyhodnocené v roce 1954, byl autorem koncepce interiéru Síně Rudé armády v Národním památníku na Vítkově. Jedná se o výjimečně pozoruhodné a kvalitní umělecké dílo, za něž Sychra obdržel v roce 1955 státní cenu. V roce 1959 obdržel Vyznamenání Za zásluhy o výstavbu.